# ساحر النساء (فلم)
ساحر النساء هو فيلم مصري تم إنتاجه عام 1958، من إخراج فطين عبد الوهاب، وبطولة فريد شوقي وهند رستم.

## تمثيل
- فريد شوقي
- هند رستم
- توفيق الدقن
- وداد حمدي
- رياض القصبجي
- سهير البابلي
- خيرية أحمد

## روابط خارجية
- مقالات تستعمل روابط فنية بلا صلة مع ويكي بيانات